# Bénédicte Vergez-Chaignon
Pour les articles homonymes, voir Chaignon et Vergez.
Bénédicte Vergez-Chaignon est une historienne française spécialiste de la Seconde Guerre mondiale et de l'Occupation.

## Biographie
Bénédicte Vergez-Chaignon est diplômée de Sciences Po Paris (Pol. éco. soc., 1987) et docteur en histoire (1995).
Elle a travaillé avec Daniel Cordier, notamment sur la biographie de Jean Moulin, et a établi l'édition des deux derniers tomes du récit autobiographique de Cordier, Alias Caracalla : La victoire en pleurant : Alias Caracalla 1943-1946, paru en 2021, et Amateur d'art : Alias Caracalla 1946-1977, paru en 2024. 
Elle a publié de nombreux ouvrages sur la Seconde Guerre mondiale et le régime de Vichy,,. Elle est intervenue, également, comme historienne spécialisée, avec Jean-Paul Cointet, dans un documentaire de Serge Moati, Sigmaringen, le dernier refuge, consacré aux derniers soubresauts de la collaboration en France. Plusieurs prix ont récompensé ses travaux, dont le prix de la biographie politique 2014 (dans le cadre du salon du livre du Touquet), et le prix de la biographie du Point 2015, pour son ouvrage consacré au maréchal Pétain.

## Publications
- Le Monde des médecins au XXe siècle, Bruxelles, Complexe, 1996 (BNF 36160976)[9].
- Le docteur Ménétrel : éminence grise et confident du maréchal Pétain, Paris, Perrin, 2001, 408 p. (ISBN 2-262-01464-7, BNF 37714861, présentation en ligne), [présentation en ligne].
- Les Internes des hôpitaux de Paris. 1802-1952, Paris, Hachette Littératures, 2002 (BNF 38862446).
- Vichy en prison. Les Épurés à Fresnes après la Libération, Paris, Gallimard, 2006 (BNF 40139050)[10].
- Les vichysto-résistants de 1940 à nos jours, Paris, Perrin, 2008, 775 p. (ISBN 978-2-262-01993-8, présentation en ligne). Édition revue et augmentée : Les vichysto-résistants, Paris, Perrin, coll. « Tempus » (no 655), 2016, 910 p., poche (ISBN 978-2-262-06662-8).
- Histoire de l'Épuration, Paris, Larousse, 2011 (BNF 42321880).
- Avec Éric Alary, Dictionnaire de la France sous l'Occupation, Paris, Larousse, 2011 (BNF 42461401).
- Avec Éric Alary, Les Français des années noires, 1939-1949, La Crèche, Geste, 2012 (BNF 42728901).
- Avec Éric Alary, Les Français des années 1950, La Crèche, Geste, 2014 (BNF 43895170).
- Pétain, Paris, Perrin, 2014, 1039 p. (ISBN 978-2-262-03885-4, BNF 43885085, présentation en ligne).
- Les Secrets de Vichy, Paris, Perrin, 2015 (BNF 44403078).
- L'Affaire Touvier. Quand les archives s'ouvrent, Paris, Flammarion, 2016 (BNF 45042012).
- Avec Constance Chaignon, La Résistance, La Crèche, Métive-Geste, 2016 (BNF 45022952).
- Jean Moulin, l'affranchi, Paris, Flammarion, 2018 (BNF 45570368)[11].
- Une juvénile fureur : Bonnier de la Chapelle, l'assassin de l'amiral Darlan, Paris, Perrin, 2019, 464 p. (ISBN 978-2-262-07690-0).
- Les Français dans la guerre. Archives du quotidien, 1940-1945, Paris, Flammarion, 2022, 224 p.
- Colette en guerre, 1939-1945, Paris, Flammarion, 2022, 380 p.

## Récompenses
- Prix de la biographie politique 2014 pour Pétain, 2014[12].
- Prix de la biographie du Point 2015 pour Pétain, 2014[8].
- Prix du Livre d’histoire contemporaine 2023 pour Colette en guerre, 2022[13].

## Distinctions
- 2022 :  Chevalière de la Légion d'honneur[14]